# Beleymas
 Beleymas  (en occitano Belesmàs) es una comuna y población de Francia, en la región de Aquitania, departamento de Dordoña, en el distrito de Bergerac y cantón de Villamblard.
Su población en el censo de 1999 era de 224 habitantes.
Está integrada en la Communauté de communes du Pays de Villamblard .

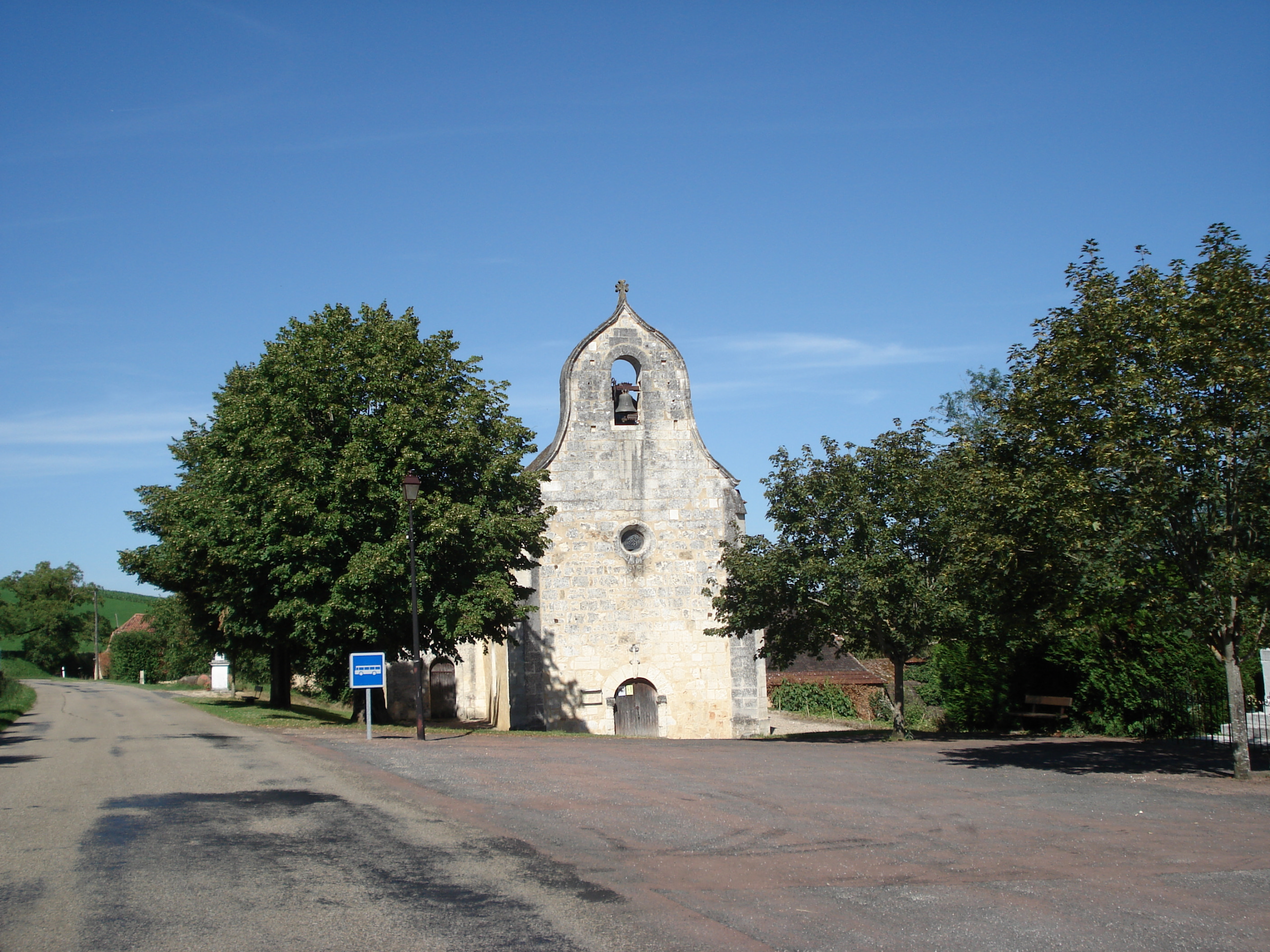
Iglesia de Beleymas.

## Demografía
| 244 | 207 | 193 | 215 | 206 | 224 |
| Para los censos de 1962 a 1999 la población legal corresponde a la población sin duplicidades (Fuente: INSEE [Consultar]) |     |     |     |     |     |